# کامین محمدی
کامین محمدی (انگلیسی: Kamin Mohammadi؛ زادهٔ ۱ ژانویهٔ ۱۹۷۰) نویسنده، مجری و روزنامه‌نگار تبعیدی ایرانی است که در انگلستان زندگی می‌کند. تخصص او در زمینهٔ مسائل مرتبط با ایران است.
پدر او اصالتاً کرد و از مقامات عالی شرکت نفت بود که به‌دنبال انقلاب ۱۳۵۷ و از بیم جان، به‌همراه خانواده به انگلستان پناه برد.
کتاب او «درخت سرو: نامه‌ای عاشقانه به ایران» به زبان ایتالیایی هم ترجمه شده‌است. 